# Stylaraea punctata
Stylaraea punctata е вид корал от семейство Poritidae.

## Разпространение и местообитание
Видът е разпространен в Австралия, Американска Самоа, Британска индоокеанска територия, Гуам, Египет, Израел, Индия, Индонезия, Йордания, Кения, Коморски острови, Мавриций, Мадагаскар, Майот, Малайзия, Микронезия, Мозамбик, Палау, Папуа Нова Гвинея, Реюнион, Самоа, Саудитска Арабия, Северни Мариански острови, Сейшели, Сингапур, Сомалия, Тайланд, Танзания, Филипини, Шри Ланка и Япония.
Обитава океани, морета, заливи и рифове в райони с тропически климат. Среща се на дълбочина около 0,5 m.